# Hypena walkeri
Hypena walkeri är en fjärilsart som beskrevs av Collenette 1929. Hypena walkeri ingår i släktet Hypena och familjen nattflyn. Inga underarter finns listade i Catalogue of Life.